# Ruta 8406 (Lima)
La ruta 8406 o "la C" es una ruta de transporte público de la ciudad de Lima, que conecta los distritos de Lurín y Lurigancho. El trayecto de esta ruta tiene consta de 82 paradas y dura aproximadamente entre 4 y 5 horas.

## Características
Esta ruta de transporte público está administrada por la Empresa de Transporte Urbano Línea 4 S.A. (ETUL4SA), la cual maneja también las rutas 3705, 8308 y 8404 que transitan por la urbe limeña.

### Autorización
La ruta 8406 se encuentra autorizada por la Municipalidad Metropolitana de Lima (MML), y la Autoridad de Transporte Urbano (ATU).

## Trayecto
Los autobuses de la ruta 8406 (aprox. 90) comienzan a operar a las 5:00 a.m. y terminan a las 10:00 p.m. por los distritos de Lurín, Villa El Salvador, San Juan de Miraflores, Santiago de Surco, San Borja, Ate, Santa Anita, Chaclacayo y Lurigancho en la provincia de Lima; pasando por importantes lugares, tales como el Km. 40, el Puente San Pedro, los intercambios viales de Conchán y Huaylas, la universidad Científica del Sur, el puente Alipio, Atocongo, la universidad Ricardo Palma, el hipódromo de Monterrico, la estaciones Evitamiento, Óvalo Santa Anita, Colectora Industrial, Hermilio Valdizán y Mercado Santa Anita, el Real Plaza Santa Clara, Ñaña y Huampaní.

### Terminales
Su terminal de ida se encuentra la urbanización Centro Industrial Las Praderas, en Lurín y su terminal de vuelta se encuentra en la urbanización Jardines de Ñaña, en Lurigancho.

### Recorrido
| Dirección          | Avenidas y calles |
| ------------------ | --- |
| Ida Hacia Ate      | Av. Súmac Pacha - Carretera Panamericana Sur - Av. Separadora Industrial - Av. S/N - Av. Industrial - Antigua Carretera Panamericana Sur - Carretera Panamericana Sur - Vía de Evitamiento - Av. Nicolás Ayllón - Carretera Central - C. Atahualpa - C. Alameda de Ñaña - Av. Bernard de Balaguer. |
| Vuelta Hacia Lurín | Av. Bernard de Balaguer - C. Alameda Ñaña - C. Atahualpa - Carretera Central - Av. Nicolás Ayllón - Vía de Evitamiento - Carretera Panamericana Sur - Antigua Carretera Panamericana Sur - Av. Industrial - Av. S/N - Av. Separadora Industrial - Carretera Panamericana Sur - Av. Súmac Pacha.    |

## Rutas relacionadas
3705 (San Juan de Lurigancho - Chorrillos), 8308 (Lurín - San Juan de Lurigancho), 8404 (Lurín - Ate).